# Bacteria purpurie sulfuroasă
Bacteria purpurie sulfuroasă face parte din grupul proteobacteriilor capabile să producă fotosinteză, numit și grupul bacteriilor purpurii. Este o bacterie anaerobă sau microaerofilă și se găsește de obicei în izvor termal sau apă stătătoare.  Spre deosebire de plante, alge și alga albastră verde, bacteria purpurie sulfuroasă nu folosește apa ca agent reducător și deci nu produce oxigen. În schimb ea folosește hidrogen sulfurat, care este oxidat și produce granule de sulf. Sulful poate fi oxidat și alsfel formează acid sulfuric.
Bacteriile purpurii sulfuroase pot fi împărțite în două familii, Chromatiaceae și Ectothiorhodospiraceae, care produc granule de sulf interne sau externe și prezintă diferențe în structura membranelor interioare. Împreună ele formează ordinul Chromatiales, inclus în subdivizia gamma a Proteobacteriilor.